# 115449 Робсон
115449 Робсон (115449 Robson) — астероїд головного поясу, відкритий 14 жовтня 2003 року.
Тіссеранів параметр щодо Юпітера — 3,336.